# Aymar de Lézardière
Aymar de Lézardière, né le 14 novembre 1917 à Nantes et mort le 12 novembre 1995 à La Chapelle-Glain, est un peintre, dessinateur, graveur à l'eau-forte et à la pointe sèche, aquarelliste et illustrateur français.

## Biographie
Aymar de Lézardière naît le 14 novembre 1917 à Nantes, de Paul Robert de Lézardière, conseiller général de la Vendée, et de Jeanne Robineau de Rochequairie.
Il étudie à l'École des Beaux-Arts de Paris, où l’accueille l’atelier de gravure de Jacques Beltrand et de Robert Cami.
Il passe sa vie à peindre et graver les paysages du terroir français et tout particulièrement ceux de la Vendée. Les bois, les étangs et les marais lui donnent l’occasion de traduire sur le cuivre la poésie de l’eau, de l’arbre et son émotion devant la nature.
Mort en 1995, une exposition posthume a lieu en 2019 à Talmont-Saint-Hilaire.